# Hiroyoshi Kuwabara
Hiroyoshi Kuwabara (桑原 裕義, Kuwabara Hiroyoshi) est un footballeur japonais né le 2 octobre 1971.